# کانی‌های کربنات

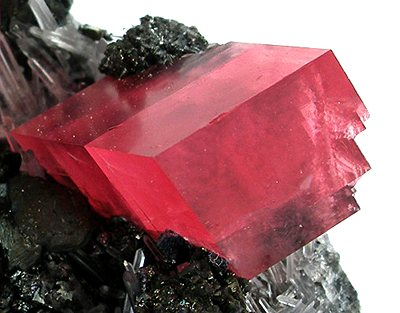
رودوکروزیت، استخراج شده از معدن سوئیت هوم، در شهر آلمو، کلرادو

مواد معدنی کربنات (انگلیسی: Carbonate minerals) یا کانی‌های کربنات، گونه‌ای از مواد معدنی هستند، که حاوی یون کربنات می‌باشند.